# Hypera elongata
Hypera elongata är en skalbaggsart som beskrevs av Stephens 1829. Hypera elongata ingår i släktet Hypera, och familjen vivlar. Inga underarter finns listade i Catalogue of Life.